# Lena Magnergård
Lena Magnergård, press- och informationschef Moderaterna 2000-2002. 
Informationschef och medlem av partiledningen, ansågs stå partiledaren Bo Lundgren mycket nära. 
Rekryterade Ulrica Schenström till pressteamet. Schenström kom sedermera att efterträda Magnergård som presschef, men inte informationschef, då denna tvingades lämna sitt uppdrag efter moderaternas katastrofval 2002.
Magnergård blev informationssekreterare till skolminister Beatrice Ask 1992. Dessförinnan hade hon varit pressekreterare på Moderaternas riksdagskansli samt arbetat på stiftelsen Ja till Europa.
Lena Magnergård har tidigare varit journalist på Svenska Dagbladet, informationschef för Ving med ansvar för kommunikationen i Sverige, Norge och Danmark. Hon har också varit projektledare och copywriter på Kreab, Gramma samt Sparre & Co.
I dag är Lena Magnergård verksam som frilansjournalist, skribent och författare. Hon anlitas ofta för medieträning och krishantering. Hennes specialitet är samhällsfrågor. Hon har också ett starkt engagemang i jämställdhetsfrågorna där hon driver frågan om kvotering i bolagsstyrelser hårt. I dag har Lena Magnergård fjärmat sig från moderaterna och kallar sig oberoende, borgerlig debattör.
Lena Magnergård driver sajten www.trevlighelg.se. Hon är mycket intresserad av litteratur, film och teater.